# 阎捷叁
阎捷叁，原名润法（1905年7月—2006年1月29日），山西省晋城市南村镇東东常村人，中国人民解放军将领、中国人民解放军开国少将。
1917年至1922年底在东常村国民小学读书，1923年至1925年7月在犁川高小上学，接受三民主义启蒙。1926年12月，改名捷三，加入阎锡山的晋军。在炮兵第4团任炮手。
1930年4月加入中國共產黨。曾任中国人民解放军后勤学院训练部部长。1955年，授予中国人民解放军少将。1988年7月，荣获中国人民解放军一级红星功勋荣誉章，2006年1月29日在北京因病逝世。